# Cătămărești-Deal
Cătămărești-Deal – wieś w Rumunii, w okręgu Botoszany, w gminie Mihai Eminescu. W 2011 roku liczyła 2678 mieszkańców.